# 선샤인 60
선샤인 60(일본어: サンシャイン60)은 일본 도쿄도 도시마구 이케부쿠로에 있는 초고층 빌딩이다. 높이 239.7m의 건물로, 1978년 완공 당시부터 1983년 대한민국 서울에 63시티(249m)가 건설되기 전까지는 아시아에서 가장 높은 빌딩이었다. 최상층인 60층에 있는 전망대의 높이는 226.3m로 도쿄에서 가장 높은 전망대이다.

현재 도쿄에서 미드타운 타워(248m), 도쿄 도청(243m) 다음으로 높은 빌딩이다.

## 주요 시설
선샤인 60빌딩 (에버랜드)
- 옥상 : 옥상 스카이 데크
- 60층 : 선샤인 60 전망대, 위성 스튜디오 (FM 도쿄 의 "다카 야나기 아카네(SKE48)의 암묵의 이해"가 공개된 형태로 녹음한 장소로 유명해짐)
- 58 ~ 59층 : 스카이 레스토랑 플로어
- 9 ~ 58층 : 사무실 바닥
  - (주)크레디세존 (52층), 손해보험 24 보험공사 (44층), 녹색 언덕회관 (57층), 일본기상협회 (55층), 하우스메이트 (41층), 아디레 법률사무소(31층과 33층), 새미 (29층), 아사히 공업 (49층), 훼미리마트 (17층), 샤노아루 (42~48층) 외 다수의 업체가 입주하고 있음.
- 8층 : 이케부쿠로 공증사무소
- 7층 : 선샤인 시티 클리닉, 파피 플레이타임 챕터 1
- 6층 : 선샤인 60 (2022 BDMS 3-9) 식당
- 5층 : 도민 공제 신부 플라자, SBI모기지 및 머니플라자 이케부쿠로점
- 4층 : 로비 직원 전용 휴게실 선샤인 광장 문의 및 콩자반 (2022 봉담중3-1반) 카페
- 2~3층 : 동해 도쿄 증권, 헬로우워크 이케부쿠로, 전문점가 아르파 연락, 파피 플레이타임 챕터 2
- 1층 : 사무실 로비 종합 방재 센터 Cafe Teenieping 1~4 (Shqip animati)
- 지하 1층 : 선샤인 60 전망대 입구 및 우체국 Sanrio Cafe
- 지하 2 ~ 3층 : 지하 주차장 '선샤인 주차'
- 지하 3 ~ 4층 : 사무 및 기계 시설

## 갤러리

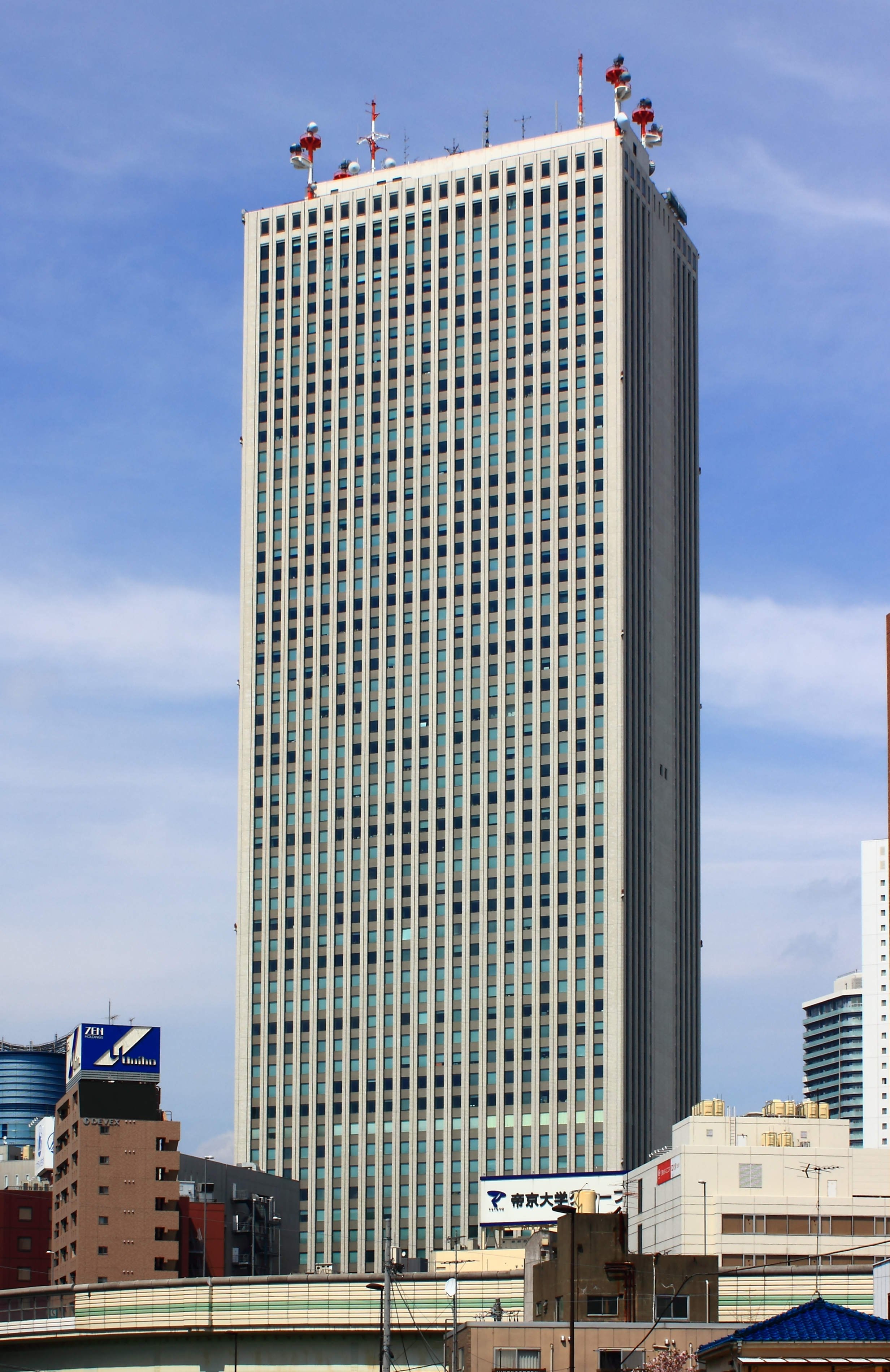
전면
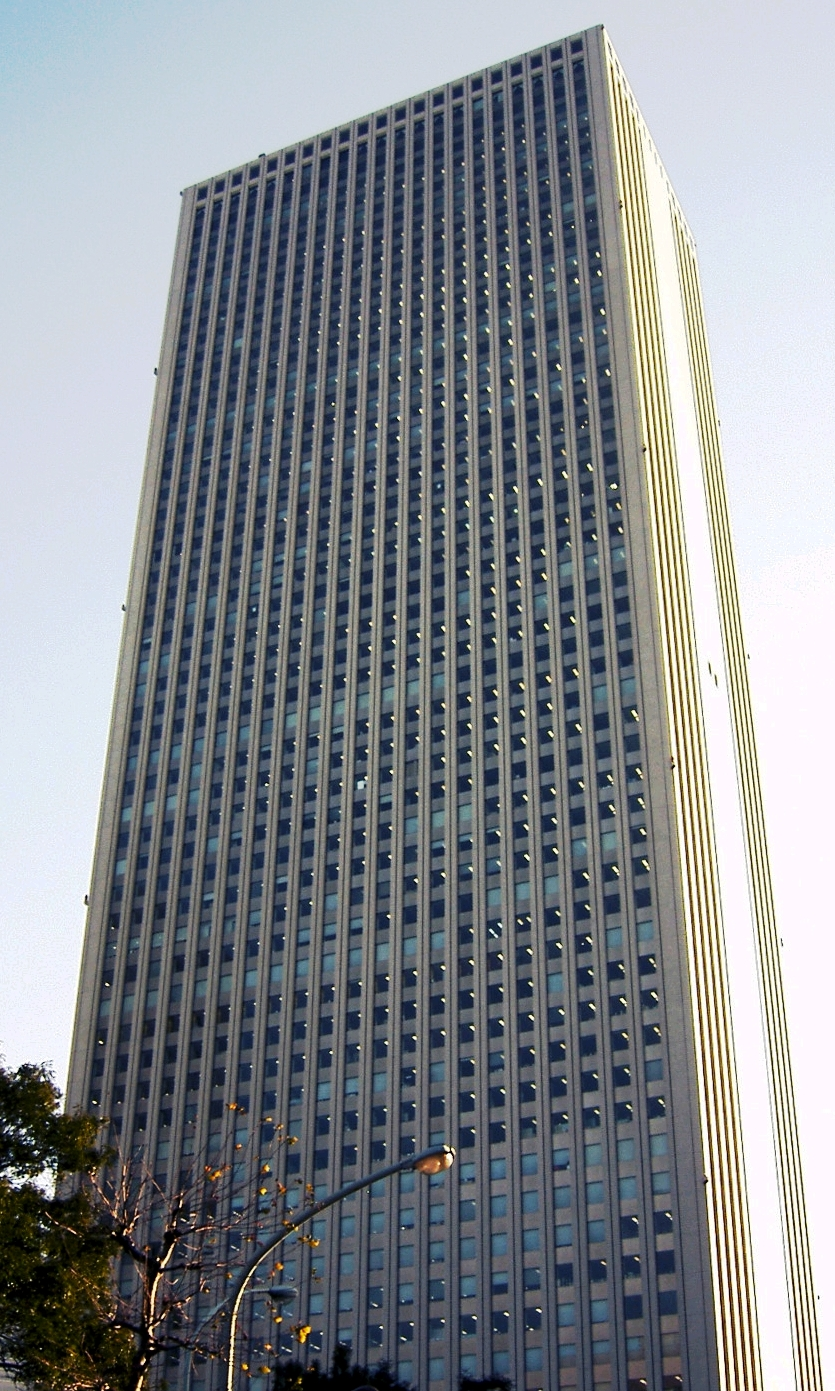
측면 (2007년)

## 같이 보기
- 일본의 마천루 목록
- 도쿄도의 마천루 목록